# Aldabrachelys gigantea arnoldi
A tartaruga-gigante-de-arnold (Aldabrachelys gigantea arnoldi), também conhecida como tartaruga-gigante-de-carapaça-de-sela-das-seicheles, é uma subespécie de tartaruga do gênero Aldabrachelys.
Habitava as grandes ilhas graníticas centrais das Seicheles, mas era caçada em grande número por marinheiros europeus. Por volta de 1840, presumia-se que estava extinta, junto com a Aldabrachelys gigantea hololissa, uma subespécie que compartilhava as mesmas ilhas.
Foi redescoberta em 1995. Atualmente existem menos de cem indivíduos. Vários foram restabelecidos na natureza em ilhas florestadas como a Ilha Silhouette, mas foram expulsos em 2011 pela Companhia de Desenvolvimento das Ilhas Seicheles (IDC, na sua sigla em inglês).

## Etimologia
O nome subespecífico, arnoldi, é uma homenagem ao herpetologista britânico Edwin Nicholas Arnold.

## Descrição
As três subespécies de tartaruga-gigante Aldabra-Seicheles podem ser distinguidas com base na forma da carapaça, mas muitos animais em cativeiro podem ter carapaças distorcidas, então podem ser difíceis de identificar.
A tartaruga-gigante-de-arnold é achatada, lisa e com uma abertura relativamente alta no casco; geralmente é preto. Esta subespécie geralmente tem uma depressão na sutura entre o primeiro e o segundo escudos costais, que pode ser uma depressão rasa ou uma depressão distinta. O plastrão é menos variável do que a carapaça e geralmente fornece uma boa indicação da subespécie.

## História
As tartarugas-gigantes estão entre os animais de vida mais longa do planeta. Acredita-se que algumas tartarugas-gigantes-de-aldabra individuais tenham mais de 200 anos de idade, mas isso é difícil de verificar porque elas tendem a viver mais que seus observadores humanos. Adwaita foi supostamente um dos quatro trazidos por marinheiros britânicos das Seicheles como presentes para Robert Clive da Companhia Britânica das Índias Orientais no século XVIII e veio para o Zoológico de Calcutá em 1875. Em sua morte, em março de 2006, no Zoológico de Calcutá na Índia, Adwaita era conhecida por ter atingido o tempo de vida mais longo já medido de 255 anos (ano de nascimento 1750). Hoje, Jonathan, é considerada a tartaruga-gigante mais velha viva  e Esmeralda a segunda, desde a morte de Harriet, uma tartaruga gigante de Galápagos. Esmeralda é uma tartaruga-gigante-de-aldabra.

## Morfotipo
Esta é uma subespécie controversa, possivelmente distinta da tartaruga-gigante-de-aldabra. A subespécie é um morfotipo morfologicamente distinto, mas é considerada sinônimo dessa espécie por muitos pesquisadores. Esta identificação é baseada principalmente em caracteres morfológicos. As identificações moleculares publicadas não são claras, com várias indicações diferentes fornecidas por diferentes fontes de dados. Juvenis criados em cativeiro sugerem que pode haver uma base genética para o morfotipo e um trabalho genético mais detalhado é necessário para elucidar essas relações. A subespécie é a única tartaruga de sela viva nas ilhas Seicheles. Aparentemente, foi extirpado da natureza, mas recentemente foi redescoberto em cativeiro. A população atual deste morfotipo é de 24 adultos, incluindo 18 machos adultos em grupos de cativeiro sem procriação na ilha de Mahé. A reprodução em cativeiro com sucesso produziu vários juvenis.

## Extinção e redescoberta
A subespécie Aldabrachelys gigantea geralmente foi considerada como a única a sobreviver à superexploração. Ocasionalmente, mais recentemente em 1995, foi sugerido que algumas tartarugas das ilhas graníticas das Seicheles sobreviviam em cativeiro. O relatório de tartarugas em cativeiro com formatos estranhos levou o Nature Protection Trust of Seychelles a examinar a identidade das tartarugas vivas. O exame de espécimes de museu da subespécie "extinta" das Seicheles pelo Dr. Justin Gerlach e Laura Canning confirmou que algumas tartarugas vivas apresentavam características das subespécies supostamente extintas. Alguns artigos científicos publicados recentemente sobre a genética das tartarugas das Seicheles e do Oceano Índico fornecem resultados conflitantes. Alguns estudos sugerem que apenas uma espécie esteve presente nas ilhas, enquanto outros sugerem três espécies distintas, mas intimamente relacionadas.
Essas diferentes visões derivam de estudos de diferentes genes. Uma síntese de todos os dados genéticos disponíveis indica que a tartaruga-gigante-de-arnold é geneticamente a tartaruga Aldabrachelys mais distinta.
Isso se encaixa com a ecologia e morfologia da subespécie, como uma tartaruga altamente distinta adaptada para se alimentar de vegetação rasteira em vez dos hábitos de pastoreio da tartaruga-gigante das Seicheles e da tartaruga-gigante-de-aldabra. Devido à sua forma incomum de "dorso de sela", esta é a única espécie de tartaruga das Seicheles que se aquece regularmente ao sol. As outras subespécies fazem isso ocasionalmente, mas as tartarugas gigantes de Arnold perdem rapidamente o calor da pele de seus pescoços expostos e precisam se aquecer ao sol pela manhã.

### Conservação
Com o teste de DNA, tartarugas da subespécie "extinta" foram identificadas e adquiridas pelo Nature Protection Trust of Seychelles para conservação. Elas foram levadas para a Ilha Silhouette e o programa de reprodução em cativeiro foi iniciado em 1997. Por vários anos, as tartarugas fêmeas produziram ovos inférteis, mas em dezembro de 2002, os ovos postos por uma pequena tartaruga começaram a eclodir.
Em 2006, o Nature Protection Trust of Seychelles havia produzido tantos bebês de tartarugas de Arnold quanto eles podiam lidar, que era 128. Cinco da s seis tartarugas adultas originais foram devolvidas à natureza em Grande Barbe na Ilha da Silhueta, com a intenção de formar a primeira população selvagem desta subespécie desde o início do século XIX, mas acabou sendo apenas temporário. Essas tartarugas foram visitadas regularmente e sua saúde e impactos no ecossistema foram monitorados até o NPTS ser despejado da Ilha Silhouette. Uma pesquisa em 2010 constatou que essas tartarugas estavam tendo um efeito significativo na vegetação, restaurando as áreas onde se alimentam da floresta natural de palmeiras. As áreas de floresta em 2006 foram dominadas por, e em 2010, o recrescimento de palmeiras endêmicas foi visto em primeiro plano.
A decisão da Companhia de Desenvolvimento das Ilhas Seicheles de despejar NPTS da Ilha Silhouette até março de 2011 e a recusa de ter tartarugas selvagens na ilha forçou-os a encontrar novos lares para as tartarugas. As ilhas administradas de forma privada das ilhas Norte e Fregate concordaram em fornecer um novo lar para as tartarugas gigantes de Arnold. Se eles tivessem sido capazes de soltá-los na ilha Silhouette, eles teriam estabelecido uma população selvagem separada, agora eles serão misturados com as tartarugas de Aldabra.
NPTS produziu uma nova geração de muitas tartarugas jovens que viverão por pelo menos 100 anos. Nesse tempo, pode ocorrer uma oportunidade de estabelecer populações puras dessas tartarugas; esses animais vivem mais do que as perspectivas de manejo e desenvolvimento de curto prazo.
Em 4 de fevereiro de 2011, a primeira tartaruga-gigante-de-arnold foi movida para a ilha Norte. A ilha Norte posteriormente decidiu que não queria mais tartarugas e se recusou a albergar as 92 tartarugas restantes. A Ilha Fregate concordou em levá-las e a última das tartarugas foi finalmente removida em 14 de junho.